# 鼓動 (GLAYの曲)
「鼓動」（こどう）は、日本のロックバンド、GLAYの通算36作目のシングル。2007年4月4日にリリースされた。発売元は東芝EMICapitol Records。

## 解説
- 9thアルバム『LOVE IS BEAUTIFUL』から2か月後に発売された。
- 2007年2作目となるシングル。
- 本作は全国東映系ロードショー映画『大帝の剣』の主題歌。同映画監督である堤幸彦とメンバーが打合せを重ね、書き下ろされた作品である。
- GLAYが映画主題歌を担当するのは2000年の「SPECIAL THANKS」以来約7年振りであり、本作で3度目となる。
- 前作から引続き、3作連続通算22作オリコンシングルチャート1位獲得。
- 「鼓動」はシングル発売前の3月28日からiTunes Storeにて先行ダウンロード販売された。シングル曲の先行配信は前年の「LAYLA」以来であるが、今作はタイアップ元となった映画『大帝の剣』の予告編とのセットで配信された。iTunes Storeでこのような試みがされるのは世界初のことである[3]。
- プロモーション・ビデオはメンバーの演奏シーンと映画のシーンを組み合わせた映像となっているが、半分以上が映画のシーンで構成されている。

## 収録曲
1. 鼓動
  - 作詞・作曲：TAKURO / 編曲：GLAY & 佐久間正英 / 弦編曲：永井誠一郎

ストリングスを導入している。ワルツを意識して作られたという曲である。作詞・作曲を行ったTAKUROは「（自身の出身地である）北海道の広い大地をイメージした」と語っている。今作のストリングスのアレンジは、サポートメンバーとしてライブツアーに参加していた永井誠一郎が担当した。2019年に発表されたTAKUROのソロ・アルバム『Journey without a map Ⅱ』にセルフ・カヴァー版が収録されている。
2. 僕達の勝敗
  - 作詞・作曲：TAKURO / 編曲：GLAY & 佐久間正英

同年1月にリリースされた9thアルバム『LOVE IS BEAUTIFUL』からのリカット。アレンジ等に違いはない。
3. 棘
  - 作詞・作曲：TAKURO / 編曲：GLAY、原田憲 & 佐久間正英

ジャムセッションによって完成させたというロックナンバー。また、2005年にGLAY×EXILEとして「SCREAM」を製作した際、共同で編曲を行った原田憲が、今回GLAY単独の作品としては初めて編曲に携わっている。

## 参加ミュージシャン
- TAKURO：ギター
- HISASHI：ギター
- JIRO：ベース
- TERU：ボーカル
- Toshi Nagai：ドラムス
- 永井誠一郎：ピアノ・キーボード
- 金原千恵子ストリングス：ストリングス
- 草間敬：マニピュレーター

## 収録アルバム
鼓動
- THE GREAT VACATION VOL.1 〜SUPER BEST OF GLAY〜

僕達の勝敗
- LOVE IS BEAUTIFUL
- THE GREAT VACATION VOL.1 〜SUPER BEST OF GLAY〜
- rare collectives vol.4

棘
- rare collectives vol.4